# Alessandro Nunes
Alessandro Nunes, né le 2 mars 1982 à São João da Boa Vista (Brésil), est un footballeur brésilien.

## Palmarès

### En club
| América Mineiro - Championnat du Minas Gerais - Champion en 2001 (en) |  | Ipatinga FC - Championnat du Brésil D2 - Vice-champion en 2007 |

### Distinctions personnelles
- Meilleur buteur du Championnat du Brésil D2 en 2007 (25 buts)[1] et 2010 (21 buts)[2]